# 맨즈 헬스

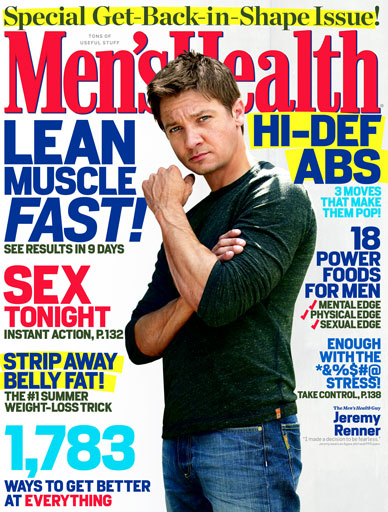
제러미 레너 (2010년 9월호)

맨즈 헬스(Men's Health)는 47개국 40개의 에디션을 보유한 미국의 세계 최대 남성용 잡지 브랜드로 1986년 펜실베이니아주 이메이어스에서 마크 브리클린(Mark Bricklin)에 의해 창간되었다.
주로 운동과 건강, 성, 라이프 스타일, 패션을 다룬다. 편집장은 2016년부터 매트 빈이 맡고 있다.

## 맨즈헬스 코리아
한국에서는 2018년 3월부터 (주)매커니즘에서 한국판을 발행하고 있다. 네이버에 '메커니즘샵' 을 검색하면 본사에서 책을 구매할 수 있다. 2022년 11월/12월 통합본을 끝으로 한국판은 발행하지 않는다. 맨즈헬스 코리아 인스타그램도 없어졌다.